# Prima guerra dello Schleswig
La prima guerra dello Schleswig (in tedesco Schleswig-Holsteinischer Krieg), detta anche Guerra dei tre anni (in danese Treårskrigen), è stato un conflitto che si svolse nel sud della Danimarca e nel nord della Germania dal 1848 al 1851 per il controllo dei ducati di Schleswig e Holstein.

## Contesto
All'inizio del 1848 nei tre ducati meridionali del Regno di Danimarca – lo Schleswig, l'Holstein ed il Lauenburg – la maggioranza della popolazione era costituita da tedeschi. I tedeschi costituivano inoltre in tutto un terzo della popolazione danese e i tre ducati producevano la metà della ricchezza del Paese. Al termine delle guerre napoleoniche in tutta Europa iniziarono a diffondersi e ad affermarsi idee nazionaliste. In particolare, in Germania si affermò una corrente di pensiero (sostenuta, tra gli altri, dallo scrittore Jacob Grimm) chiamata pangermanismo, secondo la quale tutti i territori di lingua ed etnia tedesca avrebbero dovuto entrare a far parte di un unico Stato. Secondo i nazionalisti tedeschi dunque i tre ducati danesi a maggioranza tedesca avrebbero dovuto essere posti sotto sovranità germanica.
Il 28 gennaio 1848, pochi giorni prima di morire, Cristiano VIII di Danimarca emanò una nuova costituzione con la quale, pur preservando le autonomie locali, veniva creato uno Stato propriamente unitario. Ciò scatenò le proteste dei tre ducati meridionali i quali costituirono un governo provvisorio a Kiel e chiesero di essere incorporati, come un singolo Stato, nella Confederazione germanica. Il duca di Augustenburg, pretendente al trono dei ducati, si recò a Berlino per chiedere il sostegno della Prussia. Qui, Federico Guglielmo IV era molto preoccupato per i moti rivoluzionari che si stavano propagando da altri Stati tedeschi e decise di intervenire in Danimarca per restaurare il suo prestigio.

## La guerra
L'Impero austriaco, preoccupato per il crescente ruolo della Prussia negli affari della Confederazione germanica, riteneva che un successo prussiano in Danimarca avrebbe potuto accrescerne ulteriormente l'influenza. Il generale Krohn venne dunque incaricato di precedere le forze prussiane e il 31 marzo occupò Flensburgo. L'esercito danese contrattaccò e il 9 aprile, nella battaglia di Bov, sconfisse le forze austriache. Approfittando della sconfitta austriaca, Bismarck ordinò al generale Friedrich von Wrangel di occupare lo Schleswig e in pochi giorni l'esercito prussiano ottenne delle importanti vittorie a Schleswig e a Oeversee.
L'intervento prussiano tuttavia provocò la reazione delle altre potenze europee che si opponevano allo smembramento della Danimarca. Il Regno di Svezia-Norvegia inviò truppe in sostegno della Danimarca. Lo zar Nicola I di Russia, garante della linea Gottorp, fece presente a Federico Guglielmo IV il rischio di una guerra. La Gran Bretagna – nonostante il governo ne avesse rifiutato la mediazione – minacciò d'inviare la propria flotta per garantire lo status quo.
Federico Guglielmo ordinò dunque a von Wrangel di ritirare le sue truppe. Von Wrangel rifiutò di obbedire, affermando di aver ricevuto mandato dalla Dieta della Confederazione germanica, non dalla Prussia. Federico Guglielmo fu dunque costretto a firmare la convenzione di Malmö, con la quale riconosceva i diritti della Danimarca. In realtà la convenzione non fu altro che una tregua.
Quando, infatti, in ottobre, venne convocata a Londra una conferenza per regolare definitivamente la questione la Danimarca propose una separazione dello Schleswig dall'Holstein. Il primo sarebbe rimasto sotto sovranità danese, il secondo, pur sottoposto alla corona danese, avrebbe fatto parte della Confederazione germanica. Nel gennaio 1849, sebbene la proposta fosse stata accettata dalla Russia e dalla Gran Bretagna, sorsero nuovi contrasti tra Prussia e Danimarca, che non intendeva cedere sul principio dell'indissolubilità dell'Unione sotto la corona danese.
In aprile la tregua ebbe termine e ricominciarono i combattimenti. La Danimarca ottenne importanti successi nella battaglia di Adsbøl, a Dybbøl e a Fredericia.
Il 10 luglio venne firmata una nuova tregua, che stabiliva un regime provvisorio fino alla conclusione di un accordo definitivo. Lo Schleswig sarebbe stato amministrato da una commissione mista, l'Holstein sarebbe stato governato da un vice-gerente dell'Impero tedesco.
Nonostante quest'ultima condizione fosse umiliante sia per la Danimarca che per la Prussia, nell'aprile 1850 Federico Guglielmo propose una pace definitiva sulla base dello statu quo ante, posticipando la soluzione del problema dei diritti di successione. Il Ministro degli Esteri britannico Lord Palmerston riteneva questo accordo del tutto inconcludente e Nicola I decise d'intervenire per facilitare una soluzione più consona. La Russia, che aveva garantito lo Schleswig alla corona danese con i trattati del 1767 e del 1773, riteneva che le pretese del duca di Augustenburg fossero infondate e che egli non fosse altro che un ribelle.
Intanto un nuovo tentativo di conciliazione tra Prussia e Danimarca nel luglio 1850 non fermò la guerra. La Danimarca, infatti, intendeva ristabilire pienamente la sua autorità sui ducati.

## Il Protocollo di Londra
Dopo mesi di combattimenti, nel maggio 1851 la Danimarca decise di concedere maggiore autonomia ai ducati promettendo di riorganizzare la monarchia sulla base dell'uguaglianza degli stati costituenti. Nel gennaio 1852 il re confermò con un proclama che avrebbe aumentato i poteri delle assemblee locali dei due ducati. Questo proclama venne approvato anche dall'Austria, dalla Prussia e dalla Confederazione germanica. Il 31 marzo il duca di Augustenburg decise di accettare una riparazione economica e di rinunciare ai propri diritti.
L'8 maggio 1852 venne firmato il Protocollo di Londra – riconosciuto da Austria, Francia, Prussia, Russia, Gran Bretagna, Danimarca e Svezia – con il quale si affermava l'integrità territoriale della Danimarca e si stabiliva che lo Schleswig (che rimaneva un feudo danese), l'Holstein e il Lauenburg (che invece diventavano stati sovrani all'interno della Confederazione germanica) erano in regime di Unione personale con la corona danese.
Visto che Federico VII di Danimarca non aveva potuto avere figli venne anche modificata la linea di successione.
Il Protocollo tuttavia non riuscì a risolvere completamente la questione, che riemerse a 11 anni di distanza dalla firma dello stesso portando alla seconda guerra dello Schleswig.